# Dolný tok Hrona
Dolný tok Hrona este o arie protejată (arie specială de conservare — SAC, sit de importanță comunitară — SCI) din Slovacia întinsă pe o suprafață de 587,32 ha, integral pe uscat.

## Localizare
Centrul sitului Dolný tok Hrona este situat la coordonatele 47°52′42″N 18°40′08″E / 47.878337°N 18.668884°E.

## Înființare
Situl Dolný tok Hrona a fost declarat sit de importanță comunitară în septembrie 2015 pentru a proteja 12 specii de animale. Situl a fost protejat și ca arie specială de conservare în octombrie 2017.

## Biodiversitate
Situată în ecoregiunea panonică, aria protejată conține 5 habitate naturale: Păduri mixte riverane de Quercus robur, Ulmus laevis și Ulmus minor, Fraxinus excelsior sau Fraxinus angustifolia, de-a lungul marilor râuri (Ulmenion minoris), Pajiști aluvionare inundabile, de Cnidion dubii, Păduri aluvionare cu Alnus glutinosa și Fraxinus excelsior (Alno-Padion, Alnion incanae, Salicion albae), Râuri cu maluri nămoloase cu vegetație de Chenopodion rubri p.p. și Bidention p.p., Lacuri eutrofice naturale cu vegetație de tip Magnopotamion sau Hydrocharition.
La baza desemnării sitului se află mai multe specii protejate:
- amfibieni (1): buhai de baltă cu burta roșie (Bombina bombina)
- mamifere (1): vidră de râu (Lutra lutra)
- pești (10): avat (Aspius aspius), Eudontomyzon mariae, Gymnocephalus baloni, răspăr (Gymnocephalus schraetzer), boarță (Rhodeus sericeus amarus), Romanogobio albipinnatus, porcușor de nisip (Romanogobio kesslerii), Rutilus pigus, dunăriță (Sabanejewia aurata), fusar (Zingel streber)